# Joe Bordeaux
Pour les articles homonymes, voir Bordeaux (homonymie).
Joe Bordeaux, de son vrai nom Joseph Emil Bordeaux est un acteur américain de second plan né le 9 mars 1886 à Pueblo, Colorado aux États-Unis et mort le 10 septembre 1950 à Los Angeles en Californie.

## Filmographie

### The Keystone Film Company
- 1914 Mabel au volant (Mabel at the Wheel) de Mabel Normand et Mack Sennett (court-métrage) : un type louche
- 1914 Charlot et Fatty dans le ring (The Knockout) de Mack Sennett (court-métrage) : un policeman (non crédité)
- 1914 Charlot garçon de théâtre (The Property Man) de Charles Chaplin (court-métrage) : le vieil acteur
- 1914 Charlot et Mabel aux courses (Gentlemen of Nerve) de Charles Chaplin (court-métrage) : un spectateur (non crédité)
- 1914 Le Roman comique de Charlot et Lolotte de Mack Sennett : un policeman (non crédité)
- 1914 Charlot et Mabel en promenade (Getting Acquainted) de Charles Chaplin (court-métrage) : le conducteur bloqué (non crédité)
- 1915 La Lessive de Mabel (en) (Mabel and Fatty's Wash Day) de Roscoe Arbuckle (court-métrage) : un flic (non crédité)
- 1915 La Belle amie de Fatty (en) (Fatty and Mabel's Simple Life) de Roscoe Arbuckle (court-métrage) : un travailleur agricole
- 1915 Fatty et Mabel visitent l'exposition (en) (Fatty and Mabel at the San Diego Exposition) de Roscoe Arbuckle (court-métrage) : le dragueur en go-kart
- 1915 Mabel épouse Fatty (Mabel, Fatty and the Law) de Roscoe Arbuckle (court-métrage)
- 1915 Le Neveu de Fatty (en) (Fatty's New Role) de Roscoe Arbuckle (court-métrage) (non crédité)
- 1915 Fatty et Mabel se marient (en) (Mabel and Fatty's Married Life) de Roscoe Arbuckle (court-métrage) : le deuxième italien/un flic (non crédité)
- 1915 Willful Ambrose de Walter Wright (court-métrage)
- 1915 Le Chien de Fatty (en) (Fatty's Faithful Fido) de Roscoe Arbuckle (court-métrage) : un danseur (non crédité)
- 1915 Fatty aviateur (en) (When Love Took Wings) de Roscoe Arbuckle (court-métrage) : le rival de Fatty
- 1915 Fatty à la recherche de Mabel (Wished on Mabel) de Mabel Normand (court-métrage) : un voleur
- 1915 La Volonté de Mabel (Mabel's Wilful Way) de Roscoe Arbuckle (court-métrage) : un flic (non crédité)
- 1915 Miss Fatty aux bains de mer (en) (Miss Fatty's Seaside Lovers) de Roscoe Arbuckle (court-métrage) : un importun
- 1915 Le Brave petit chien de Fatty (en) (Fatty's Plucky Pup) de Roscoe Arbuckle (court-métrage) : un complice (non crédité)
- 1915 Fatty teinturier (Fatty's Tintype Tangle) de Roscoe Arbuckle (court-métrage) : le passant avec une banane
- 1915 A Rascal's Foolish Way de F. Richard Jones (court-métrage)
- 1915 Fatty au théâtre (Fatty and the Broadway Stars) de Roscoe Arbuckle (court-métrage)
- 1916 Fatty et Mabel à la mer (Fatty and Mabel Adrift) de Roscoe Arbuckle (court-métrage) : un acolyte
- 1916 Le Cauchemar de Fatty (He Did and He Didn't) de Roscoe Arbuckle (court-métrage) : un complice du voleur (non crédité)
- 1916 Pour l'amour de Mabel (en) (Bright Lights) de Roscoe Arbuckle (court-métrage)
- 1916 Fatty pipelet (His Wife's Mistakes) de Roscoe Arbuckle (court-métrage)
- 1916 Fatty vagabond (The Other Man) de Roscoe Arbuckle (court-métrage)
- 1916 Histoire de brigands (en) (The Moonshiners) de Fatty Arbuckle (court-métrage)
- 1916 Le Bal des domestiques (en) (The Waiters' Ball) (court-métrage) : le frère

### Divers
- 1917 Fatty boucher (The Butcher Boy) de Roscoe Arbuckle (court-métrage) : un complice (as Joe Bordeau)
- 1917 Fatty en bombe (A Reckless Romeo) de Roscoe Arbuckle (court-métrage) Newsreel Director (non crédité)
- 1917 Fatty à la fête foraine (Coney Island) de Roscoe Arbuckle (court-métrage) le tenancier de l'attraction au marteau/un flic (non crédité)
- 1917 The Slave d'Arvid E. Gillstrom (court-métrage)
- 1918 : The Rogue d'Arvid E. Gillstrom (court-métrage)
- 1918 His Day Out d'Arvid E. Gillstrom (court-métrage)
- 1918 : The Orderly d'Arvid E. Gillstrom (court-métrage)
- 1918 : The Scholar d'Arvid E. Gillstrom (court-métrage)
- 1918 : The Messenger d'Arvid E. Gillstrom (court-métrage)
- 1918 The Handy Man de Charley Chase (court-métrage)
- 1918 La Mission de Fatty (Moonshine) de Roscoe Arbuckle (court-métrage) (as Joe Bordeau)
- 1918 Fatty à la clinique (Good Night, Nurse) de Roscoe Arbuckle (court-métrage) (as Joe Bordeau)
- 1918 Mickey de F. Richard Jones et James Young : le conducteur de la diligence (non crédité)
- 1922 Glad Rags de Hugh Fay (court-métrage)
- 1923 Le Héros de l'Alaska (The Soilers) de Ralph Ceder (court-métrage)
- 1923 Une riche nature (Mother's Joy) de Ralph Ceder (court-métrage)
- 1924 The Cake Eater de J.A. Howe (court-métrage)
- 1924 The White Sheep de Hal Roach
- 1925 Old Clothes d'Edward F. Cline
- 1926 Spanking Breezes d'Edward F. Cline (court-métrage)
- 1927 The First Auto de Roy Del Ruth : Livery Handler at Auction (non crédité)
- 1928 Bessie à Broadway (The Matinee Idol) de Frank Capra : l'acteur qui auditionne (non crédité)
- 1928 Bugs, My Dear! d'Arvid E. Gillstrom (court-métrage)
- 1928 : Pour l'amour du sport (Golf Widows) de Erle C. Kenton
- 1928 A Gallant Gob d'Arvid E. Gillstrom (court-métrage)
- 1928 Slick Slickers d'Arvid E. Gillstrom (court-métrage)
- 1928 L'Épave vivante (Submarine) de Frank Capra
- 1928 Oriental Hugs d'Arvid E. Gillstrom (court-métrage)
- 1928 The Sideshow d'Erle C. Kenton : Roustabout (non crédité)
- 1929 Loin du ghetto (The Younger Generation) de Frank Capra : Crook (non crédité)
- 1929 Le Figurant (Spite Marriage) d'Edward Sedgwick et Buster Keaton (non crédité)
- 1929 The Big Palooka de Mack Sennett (court-métrage) : le shérif (non crédité)
- 1929 Flight de Frank Capra : un marine (non crédité)
- 1929 Hurricane de Ralph Ince : Pete
- 1930 The Man Hunter (en) de D. Ross Lederman : Dennis
- 1930 Dancing Sweeties (en) de Ray Enright : un client du Dance Hall (non crédité)
- 1930 : Au seuil de l'enfer (The Doorway to Hell) d'Archie Mayo : Joe, un gangster (non crédité)
- 1932 High Speed (en) de D. Ross Lederman : Jim
- 1932 The Loud Mouth (en) de Del Lord (court-métrage) le deuxième garde du corps (remplacé by Blackie Whiteford)
- 1932 Hatta Marri de Babe Stafford (court-métrage) le premier voleur de chevaux (non crédité)
- 1932 Up Popped the Ghost de Babe Stafford (court-métrage) Workman in Manhole (non crédité)
- 1932 The Singing Plumber de Leslie Pearce (court-métrage) Other Suitor's Henchman (non crédité)
- 1932 Le Dentiste (The Dentist) de Leslie Pearce (court-métrage) Benford's Caddy (non crédité)
- 1932 Doubling in the Quickies de Babe Stafford (court-métrage) : chauffeur de camion (non crédité)
- 1932 Hypnotized de Mack Sennett (non crédité)
- 1932 Frisco Jenny de William A. Wellman : le marin ivre (non crédité)
- 1933 A Wrestler's Bride d'Arthur Ripley et Babe Stafford (court-métrage) : le préposé au stade (non crédité)
- 1933 Too Many Highballs de Clyde Bruckman (court-métrage) : Fight Reporter (non crédité)
- 1933 The Plumber and the Lady de Babe Stafford (court-métrage) : un plombier (non crédité)
- 1933 Sweet Cookie de George Marshall (court-métrage) : un invité à la Noce (non crédité)
- 1933 The Pharmacist d'Arthur Ripley (court-métrage) un tireur (non crédité)
- 1933 Roadhouse Queen de Leslie Pearce (court-métrage) Cafe Waiter
- 1933 See You Tonight de William Beaudine (court-métrage)
- 1933 Knockout Kisses de George Marshall (court-métrage) Frankie's Fight Second (non crédité)
- 1933 The Big Fibber de George Marshall (court-métrage) : un client
- 1933 The Barber Shop d'Arthur Ripley (court-métrage) un passant (non crédité)
- 1933 : Grande Dame d'un jour (Lady for a Day) de Frank Capra : un invité à la réception (non crédité)
- 1934 La Course de Broadway Bill (Broadway Bill) de Frank Capra (non crédité)
- 1934 Murder in the Clouds (en) de D. Ross Lederman : Carson (non crédité)
- 1935 Stage Frights d'Albert Ray (court-métrage)
- 1935 Keystone Hotel (en) (court-métrage) de Ralph Staub : Keystone Cop (non crédité)
- 1935 Miss Pacific de Ray Enright : Kidnapper Piloting Speedboat (non crédité)
- 1936 Le Capitaine du Diable (en) (Hell-Ship Morgan) de D. Ross Lederman : le barman (non crédité)
- 1936 The Lucky Corner (en) de Gus Meins (court-métrage) : un peintre
- 1936 La Mascotte de la marine (en) (Pride of the Marines) de D. Ross Lederman : un marin (non crédité)
- 1936 Panic on the Air de D. Ross Lederman : chauffeur de taxi (non crédité)
- 1936 L'Extravagant Mr. Deeds (Mr. Deeds Goes to Town) de Frank Capra : figuration (non crédité)
- 1936 En vadrouille (On the Wrong Trek) de Charley Chase et Harold Law (court-métrage) figuration (non crédité)
- 1936 C'est donc ton frère (Our Relations) de Harry Lachman : un docker (non crédité)
- 1937 A Dangerous Adventure (en) de D. Ross Lederman : un ouvrier (non crédité)
- 1938 Vous ne l'emporterez pas avec vous (You Can't Take It With You) de Frank Capra : chauffeur de taxi (non crédité)
- 1939 La Grande Farandole (The Story of Vernon and Irene Castle) de H.C. Potter (non crédité)
- 1940 Les Raisins de la colère (The Grapes of Wrath) de John Ford : un émigrant (non crédité)
- 1940 Men Against the Sky (en) de Leslie Goodwins  : un mécanicien (non crédité)
- 1940 Le Dictateur (The Great Dictator) de Charles Chaplin : un habitant du ghetto (non crédité)